# Festina (equip ciclista)
Festina va ser un equip ciclista professional patrocinat per l'empresa Festina. Fundat el 1989, amb llicència espanyola, de 1993 a 1994 va ser andorrà, i de 1995 al 2001, any de la seva desaparició, va ser francès.

## Història
L'equip es va fundar el 1989 heretant l'antiga estructura del Hueso.
El 1992 participa en el seu primer Tour de França i pot fitxar ciclistes com Steven Rooks, Richard Virenque o Pascal Lino.
Durant el Tour de França de 1998, l'equip es veu involucrat en una gran operació contra el dopatge, l'anomenat Cas Festina.
El 2001, l'última temporada de l'equip en actiu, Ángel Casero va guanyar la Volta a Espanya.

## Principals ciclistes
| - Pascal Hervé - Sean Kelly - Steven Rooks - Richard Virenque - Jean-Paul van Poppel - Pascal Lino - Luc Leblanc - Laurent Brochard | - Christophe Moreau - Didier Rous - Neil Stephens - Marcel Wüst - Joseba Beloki - Ángel Casero - Alex Zulle - Laurent Dufaux |

## Principal Palmarès
- Milà-Sanremo. 1992 (Sean Kelly)
- Volta a Llombardia. 1993 (Pascal Richard)
- Volta a Espanya. 2001 (Ángel Casero)
- Gran Premi de la muntanya a la Volta a Espanya. 1992 (Carlos Hernández Bailo), 1994 (Luc Leblanc)
- Campionat del Món en ruta 1994 (Luc Leblanc), 1997 (Laurent Brochard)
- 1r del Gran Premi de la muntanya al Tour de França 1994, 1995, 1996, 1997 (Richard Virenque)
- Classificació per equips al Tour de França 1994, 1996

## Classificacions UCI
| Temporada | Classificació per equips | Millor ciclista en la classificació individual |
| --------- | ------------------------ | ---------------------------------------------- |
| 1995      | 11è                      | Richard Virenque (12è)                         |
| 1996      | 5è                       | Richard Virenque (7è)                          |
| 1997      | 4t                       | Richard Virenque (14è)                         |
| 1998      | 4t                       | Alex Zülle (6è)                                |
| 1999      | 15è                      | Wladimir Belli (16è)                           |
| 2000      | 10è                      | Christophe Moreau (21è)                        |
| 2001      | 13è                      | Christophe Moreau (31è)                        |